# Осинорощинская волость
Осинорощинская волость, устар. Осинорощенская волость — одна из 17 волостей Петроградского (до 1914 года Санкт-Петербургского) уезда одноимённой губернии. Находилась к северу от города, за Парголовской и Муринской волостями, с которыми соприкасалась по своей южной границе. С запада граничила с Сестрорецкой волостью, а с востока — с волостями Шлиссельбургского уезда.
В современном административно-территориальном делении большая часть волости относится к Всеволожскому району Ленинградской области. Относительно небольшой участок в центре южной части бывшей Осинорощинской волости (Осиновая Роща и Юкки) передан Выборгскому, и небольшой участок на крайнем её западе (Дибуны — Песочная) — Курортному районам Петербурга.